# Vicki Adams
Vicki Adams (ur. 16 listopada 1989 w Edynburgu) – szkocka curlerka, brązowa medalistka Zimowych Igrzysk Olimpijskich 2014, mistrzyni świata z 2013, trzykrotna mistrzyni świata juniorów, mistrzyni Europy z 2011. Gra jako druga w zespole Eve Muirhead, jest zawodniczką Portpatrick Curling Club.
Adams curling uprawia od 2001. Jako druga w ekipie Muirhead trzy razy zdobyła mistrzostwo Szkocji juniorek w latach 2008, 2009 i 2011, była to także przepustka do reprezentowania kraju w mistrzostwach świata. Podczas debiutu na arenie międzynarodowej w Mistrzostwach Świata Juniorów 2008 Szkotki obroniły tytuły wygrywając 12:3 ze Szwedkami (Cecilia Östlund). W następnej edycji zawodów Szkotki ponownie znalazły się w finale, tym razem pokonały w nim 8:6 Kanadyjki (Kaitlyn Lawes). W 2010 w rywalizacji krajowej lepsza była Lauren Gray, w mistrzostwach świata zajęła jednak ostatnie miejsce. W 2011 zespół Muirhead ponownie wygrał etap krajowy i stanął na najwyższym stopniu podium zwyciężając 10:3 w finale nad drużyną klonowego liścia (Trish Paulsen).
Dwukrotnie wystąpiła na uniwersjadzie. W 2009 Szkotki znalazły się w fazie finałowej, zajęły jednak 4. miejsce przegrywając wszystkie mecze w tym spotkanie o brąz z Rosją (Ludmiła Priwiwkowa). Po dwóch latach reprezentacje te zmierzyły się w finale. Moskiewska drużyna Anny Sidorowej przegrała na rzecz Szkotek 6:7.
Eve Muirhead w sezonie 2010/2011 w konkurencji seniorskiej do drużyny ponownie zaprosiła koleżanki z ekipy juniorskiej. W odmłodzonym składzie Szkotki uplasowały się na 9. pozycji Mistrzostw Świata 2011. Pod koniec roku były jednak w lepszej formie, zakwalifikowały się do fazy Page play-off Mistrzostw Europy, w pierwszym meczu wygrały nad Rosją (Anna Sidorowa). W półfinale były lepsze od Dunek (Lene Nielsen) i ostatecznie w finale pokonały 8:2 Szwedki (Margaretha Sigfridsson). Gorzej Szkotki spisały się w MŚ 2012, wygrywając 6 meczów i przegrywając 5 sklasyfikowano je na 6. miejscu.
Zespół Muirhead bardzo dobrze grał w ME 2012, gdzie dotarł do finału. Szkotki zajęły 2. miejsce przegrywając ostatni mecz z Rosjankami (Anna Sidorowa) 5:6. Dobrą formę reprezentantki Szkocji pokazały również w Rydze podczas Mistrzostw Świata 2013, sięgnęły po złote medale w finale triumfując 6:5 nad Szwedkami (Margaretha Sigfridsson). Ten sam szwedzki zespół zrewanżował się Szkotkom w finale Mistrzostw Europy 2013, wynikiem 5:10 zespół Eve Muirhead zdobył srebrne medale.
Vicki Adams reprezentowała Wielką Brytanię na Zimowych Igrzyskach Olimpijskich 2014. Brytyjki fazę grupową ukończyły na 4. miejscu, co pozwoliło im wystąpić w fazie finałowej turnieju. Szkotki w półfinale uległy reprezentacji Kanady (Jennifer Jones), zdołały uplasować się na najniższym stopniu podium. W meczu o brązowe medale wynikiem 6:5 triumfowały nad zespołem Mirjam Ott ze Szwajcarii. Pod koniec roku zespół Adams zajął 3. miejsce w Mistrzostwach Europy 2014, w ostatnim meczu Szkotki triumfowały 8:4 nad zawodniczkami z Danii (Lene Nielsen).

## Wielki Szlem
| Turniej                | 2011/2012 | 2012/2013 | 2013/2014 | 2014/2015 |
| ---------------------- | --------- | --------- | --------- | --------- |
| Autumn Gold            | x         | A         | W         | A         |
| Manitoba Lotteries     | A         | A         | x         | A*        |
| Colonial Square        | A*        | x         | A         | W         |
| Masters                | QF*       | SF        | F         | x         |
| Canadian Open          | —         | —         | —         |           |
| Players’ Championships | x         | W         | QF        |           |

| —  | = turniej nie odbył się                          |
| A  | = nie uczestniczyła                              |
| x  | = nie zakwalifikowała się do fazy finałowej      |
| QF | = ćwierćfinał                                    |
| SF | = półfinał                                       |
| F  | = finał                                          |
| W  | = zwycięstwo                                     |
| *  | = turniej niezaliczany do cyklu Wielkiego Szlema |

## Drużyna
seniorska
|           | Czwarta      | Trzecia         | Druga       | Otwierająca     |
| --------- | ------------ | --------------- | ----------- | --------------- |
| 2014/2015 | Eve Muirhead | Anna Sloan      | Vicki Adams | Sarah Reid      |
| 2011/2014 | Eve Muirhead | Anna Sloan      | Vicki Adams | Claire Hamilton |
| 2010/2011 | Anna Sloan   | Claire Hamilton | Vicki Adams | Rhiann MacLeod  |

juniorska i akademicka
|           | Czwarta      | Trzecia     | Druga       | Otwierająca     |
| --------- | ------------ | ----------- | ----------- | --------------- |
| 2010/2011 | Eve Muirhead | Anna Sloan  | Vicki Adams | Rhiann MacLeod  |
| 2008/2009 | Eve Muirhead | Anna Sloan  | Vicki Adams | Sarah MacIntyre |
| 2007/2008 | Eve Muirhead | Kerry Barr  | Vicki Adams | Sarah MacIntyre |
| ZU 2011   | Anna Sloan   | Lauren Gray | Vicki Adams | Sarah MacIntyre |
| ZU 2009   | Sarah Reid   | Kay Adams   | Vicki Adams | Sarah MacIntyre |